# Тирапонгпайбун, Танават
Танават Тирапонгпайбун (англ. Thanawat Thirapongpaiboon) — профессиональный тайский снукерист, который начал выступать в мэйн-туре в сезоне 2010/11.

## Карьера
В мае 2010 года Танават вышел в полуфинал на чемпионате Азии, который проходил в Таиланде. За выход в финал он проиграл игроку из Пакистана Мохаммеду Саджаду со счётом 3:6. На этом же турнире он сделал брейк в 106 очков. Участие в полуфинале дало ему возможность играть в следующем сезоне в мэйн-туре.
22 октября 2010 года Танават сделал свой всего лишь второй сенчури-брейк в профессиональной карьере, и этот брейк оказался максимальным. Не достигнув своего семнадцатилетия, Танават стал самым молодым игроком в истории снукера, кто сделал максимум на рейтинговом турнире. Однако, из-за слабых результатов на рейтинговых турнирах он занял лишь 82 место в официальном рейтинге на сезон 2011/12 и выбыл из мэйн-тура.
В 2010-м тайский игрок был финалистом юниорского чемпионата Азии. В 2011 он стал победителем юниорского чемпионата мира, что дало ему возможность вернуться в мэйн-тур на сезон 2012/13.